# Salvatore Luria
(Motivazione per il Premio Nobel per la medicina 1969)
Salvador Edward Luria, nato Salvatore Edoardo Luria (Torino, 13 agosto 1912 – Lexington, 6 febbraio 1991), è stato un medico, genetista, biologo e radiologo italiano naturalizzato statunitense.
È stato una delle figure centrali nello sviluppo delle scienze della vita del XX secolo e i suoi lavori sui fagi e sui batteri hanno gettato le basi per la nascita della genetica batterica e della virologia come discipline indipendenti.
Con Max Delbrück ed Alfred Hershey, Luria fu premiato nel 1969 col Premio Nobel per la medicina per le fondamentali ricerche sulla moltiplicazione e mutabilità dei virus.
Ha inoltre svolto un ruolo primario nella nascita della biologia molecolare.

## Biografia
La vita di Luria si può ricostruire soprattutto attraverso la sua autobiografia (titolo originale: A Slot Machine, A Broken Test Tube), pubblicata a New York nel 1984.

### Gli anni giovanili
Salvatore Luria nacque il 13 agosto 1912 a Torino da una influente famiglia ebraica sefardita. Il padre, Davide, era titolare di un'azienda litografica; la madre, Ester Sacerdote, gestiva le attività di famiglia ed era ossessionata dalle malattie. Dopo aver frequentato il Liceo Classico "Massimo d’Azeglio" di Torino, affascinato soprattutto dalla matematica e dalla fisica, si iscrisse alla Facoltà di Medicina e Chirurgia per volere dei suoi genitori non “avendo vocazioni alternative”. Nei primi anni dell'università frequentò il laboratorio dell'istologo Giuseppe Levi dal quale apprese la serietà professionale e l'impostazione nel condurre e portare a termine un esperimento.
Si laureò in Medicina e Chirurgia con 110/110 e lode presso l'Università degli Studi di Torino, presentando una tesi intitolata: "Ricerche sperimentali sulla correlazione fra accrescimento del soma e accrescimento delle cellule nervose". Conseguita l'abilitazione all'esercizio della professione di medico chirurgo presso l'Università degli Studi di Roma "La Sapienza",
decise di scegliere in seguito una specializzazione medica quanto più affine alla fisica e alla biofisica e si iscrisse così alla specializzazione in Radiologia.
Negli anni 1936 -1937 prestò servizio militare nell'esercito come ufficiale medico. Quest'esperienza lo convinse di essere inadatto ad esercitare la professione medica mentre maturava in lui sempre più il desiderio di intraprendere una carriera da ricercatore. Terminato il servizio di leva, decise di completare a Roma il suo corso di specializzazione in radiologia e nel contempo studiare fisica in quell'Università, dove allora lavorava Enrico Fermi. Gli studi di fisica gli consentirono di conoscere gli effetti biologici delle radiazioni e di scoprire le teorie di Max Delbrück che in quel periodo aveva formulato l'idea del gene come molecola. Queste teorie, come scrisse più tardi, sembravano «...aprire la via al Santo Graal della biofisica»..
Molto interessato a questi lavori iniziò a studiare e a coltivare i batteriofagi. Il 17 luglio 1938 fu informato di aver vinto una borsa di studio per lavorare un anno a Berkeley dove ci si occupava di radiobiologia. 
Il giorno dopo Mussolini proclamò il Manifesto della Razza e da ebreo Luria fu costretto a lasciare l'Italia e recarsi a Parigi. A Parigi frequentò il laboratorio del fisico Fernand Holweck e l'Istituto Pasteur dove continuò la sua ricerca sugli effetti delle radiazioni sui batteri e batteriofagi. Nel settembre 1939 scoppiò la guerra e quando le truppe tedesche nel giugno 1940 avanzarono verso Parigi, Luria si rifugiò a Marsiglia. Grazie al consolato americano riuscì, dopo diversi sforzi, ad ottenere un visto d'immigrazione per gli Stati Uniti. Attraversando la Spagna, a Lisbona s'imbarcò su una nave che il 12 settembre 1940 approdò a New York, negli Stati Uniti d'America.

### Gli anni in America

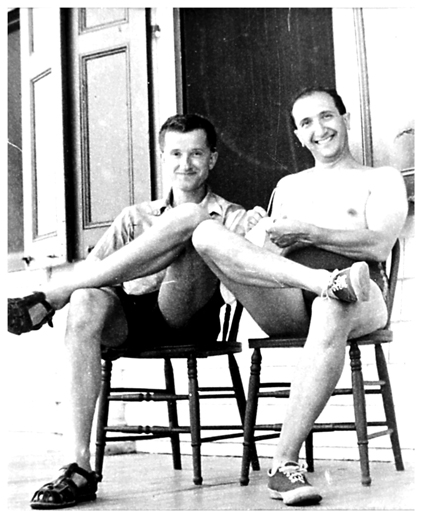
Salvatore Luria e Max Delbrück al Cold Spring Harbor Laboratory.

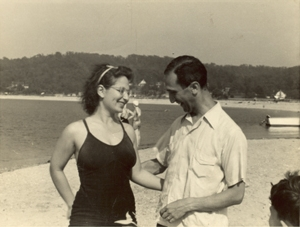
Salvatore Luria e la moglie Zella in spiaggia a Cold Spring Harbor.

Luria, giunto a New York, andò a trovare Enrico Fermi alla Columbia University. Fermi gli fece ottenere un posto presso il College of Physicians and Surgeons (P&S) della Fondazione Rockfeller, dove lavorò con un fisico, Frank Exner.
Nel 1941 ci fu l'incontro con Max Delbrück, che allora insegnava fisica alla Vanderbilt University. Decisero di trascorrere insieme l'estate dello stesso anno a Long Island presso il Cold Spring Harbor Laboratory lavorando sulla replicazione dei batteriofagi all'interno dei batteri. Nel dicembre 1941 si recò a Filadelfia per fotografare questi microrganismi e il suo lavoro gli permise di vincere la borsa di studio Guggenheim.
Nel gennaio del 1943, dopo un breve soggiorno a Nashville, Luria si trasferì a Bloomington (dove rimase fino al 1950) presso la Indiana University dopo aver accettato un posto come instructor.
Il suo primo studente a laurearsi fu James Watson, che in seguito scoprirà la struttura del DNA con Francis Crick. Qui nacque il gruppo del fago, con Max Delbrück e Alfred Hershey che lavoravano insieme sulla genetica dei virus e dei batteri.
I tre conseguirono risultati fondamentali sui meccanismi di mutazione e riproduzione del DNA. Il suo famoso esperimento con Delbrück nel 1943, conosciuto come "esperimento di Luria-Delbrück", dimostrò che l'ereditarietà nei batteri segue i principi darwiniani piuttosto che quelli lamarckiani e che i batteri mutanti che si presentano casualmente possono presentare resistenza virale anche senza la presenza del virus stesso. L'intuizione che la selezione naturale abbia effetto sui batteri avrà in seguito profonde conseguenze, ad esempio, nella comprensione dello sviluppo di resistenze agli antibiotici nei batteri. Nel 1945 sposò Zella Hurwitz, psicologa figlia di ebrei bielorussi; fu una coppia esemplare non solo dal punto di vista affettivo, ma anche per la condivisione di ideali culturali e politici. Nel 1948 nacque l'unico figlio della coppia, Daniel.
Nel 1950 si trasferì all'Università dell'Illinois, ad Urbana, dove lavorò nel Dipartimento di Chimica allora diretto dal chimico statunitense Roger Adams. A questi anni risale la sua scoperta sul fenomeno della restrizione e modificazione. Mentre indagava sul perché una coltura di Escherichia coli fosse capace di fermare la produzione di fagi, scoprì che specifiche sollecitazioni ai batteri producevano enzimi che tagliavano il DNA in specifiche sequenze. Questi enzimi furono noti come enzimi di restrizione e divennero uno dei maggiori oggetti di studio nel campo della biologia molecolare. Dal 1959 in poi lavorò al Dipartimento di Biologia del MIT, a Boston, che egli contribuì a rendere uno dei centri di ricerca sul cancro più importanti al mondo. Nel 1963 ritornò a Parigi, all'Istituto Pasteur dove studiò il meccanismo e l'azione di alcuni enzimi nelle membrane delle cellule batteriche.
Nel 1969, dopo aver ricevuto insieme a Delbrück il Premio Louisa Gross Horwitz alla Columbia University, gli fu assegnato il Premio Nobel per la medicina insieme a Max Delbrück e Alfred Hershey.
Nel 1972 gli fu proposto di dirigere il nuovo centro per la ricerca sul cancro al MIT e riuscì a riunire eminenti scienziati tra cui David Baltimore che ricevette il Premio Nobel con Renato Dulbecco e Howard Temin per la ricerca sui virus oncogeni.
Nei suoi ultimi anni di vita fu molto impegnato nella produzione di saggi umanistici e dissertazioni scientifiche, completò la sua autobiografia e scrisse un libro di biologia molecolare “Life: the Unfinished Experiment" che vinse il National Book Award nel 1974.
Luria morì di infarto a Lexington, nel Massachusetts, il 6 febbraio 1991; dopo il funerale privato, venne cremato e le ceneri vennero sparse nell'oceano Atlantico, fra gli scogli di Nobska Beach, a Woods Hole.

## La ricerca sui fagi
Luria, dopo essersi laureato nel 1935, decise di non praticare la professione medica. Persuaso dal suo amico Ugo Fano a perseguire gli studi di fisica, si trasferì a Roma per completare il corso di specializzazione in Radiologia e nel contempo studiare fisica in quell'Università, ma capì subito che il suo interesse in tale campo "era destinato e rimanere più dilettantistico che professionale". Quell'"anno tra i fisici" gli permise comunque di conoscere gli studi di Delbrück, sulla biologia delle radiazioni, che aveva elaborato la teoria del gene come molecola sull'interpretazione dell'effetto mutageno dei raggi X sui geni dei moscerini della frutta.
Luria, affascinato da questa teoria, cominciò ad individuare un oggetto sul quale verificare sperimentalmente l'ipotisi di Delbrück, un oggetto molto piccolo che gli permettesse di misurare in maniera precisa gli effetti delle radiazioni in modo che anche gli effetti più piccoli possano essere rilevabili.
Un incontro casuale sul tram di Roma con il batteriologo Geo Rita, gli fece scoprire l'esistenza di un microrganismo, il batteriofago, che Rita stava utilizzando per valutare la presenza del bacillo della dissenteria nel Tevere. Il batteriofago risultò facile da manipolare, da preparare e da contare e le sue piccole dimensioni e la rapida riproduzione resero questo microrganismo perfetto per lavorarci.
Nel luglio 1938 fu informato di aver vinto una borsa di studio per lavorare a Berkeley, ma Mussolini promulgò le leggi razziali e Luria, da ebreo, fu costretto a rifugiarsi a Parigi.
Qui collaborò con Fernand Holweck dove continuò a lavorare sugli effetti dei raggi X e dei raggi alfa, giungendo alla conclusione che il bersaglio colpito dalle radiazioni doveva essere approssimativamente delle stesse dimensioni del fago stesso. Era il giugno 1940 e l'esercito tedesco stava avanzando verso Parigi, così Luria fu costretto a fuggire in America.
Alla Columbia University con il fisico Frank Exner continuò il progetto iniziato a Parigi e dimostrarono che un batteriofago era più sensibile ai raggi X in soluzione salina piuttosto che in una soluzione di sostanze organiche che proteggevano il fago dalle radiazioni.
Il 30 dicembre 1940 iniziò la collaborazione con Delbrück e l'estate successiva scoprirono che quando due virus attaccano lo stesso batterio solo uno riesce a riprodursi: esisteva un principio di esclusione reciproca. In assenza di conoscenze specifiche sulla struttura e funzione del DNA (solo nel 1953 Watson e Crick scoprirono la doppia elica) fu difficile interpretare i risultati ottenuti e solo diversi anni dopo fu chiaro quale fosse il reale meccanismo.
Il primo contributo fondamentale della coppia Luria-Delbrück è stato il test di fluttuazione (chiamato anche Esperimento di Luria-Delbrück), che fornì la prima risposta al problema, molto sentito all'epoca, dell'acquisizione della resistenza ai virus da parte dei batteri. Questo esperimento dimostrò come le mutazioni non fossero dei processi pre-adattativi ma dei processi assolutamente casuali.
Nel 1946 scoprì il primo esempio di riattivazione di cellule e organismi che avevano subito danni da radiazioni interpretando il risultato come effetto di una ricombinazione genetica.
Nel 1950 accettò un posto come professore di batteriologia all'Università dell'Illinois, dove stava indagando sul perché una coltura di Escherichia coli fosse capace di bloccare la produzione di fagi, scoprendo così il fenomeno di restrizione e modificazione.

### Test di fluttazione

(A) Se i batteri resistenti, indicati in rosso (in alto), diventassero tali a causa del contatto con il fago, il loro numero dovrebbe essere più o meno lo stesso in tutte le colture batteriche confrontabili. (B) Se i batteri resistenti sono mutanti che derivano da mutazioni spontanee verificatesi durante la loro crescita, ogni coltura avrà un numero altamente variabile di mutanti.

Fu Salvatore Luria, nel 1943, a ideare l'esperimento, ispirandosi alle slot machines.
Nel loro esperimento, Luria e Delbrück inocularono un piccolo numero di batteri in tubi di cultura separati. Dopo un periodo di crescita, mescolarono ogni coltura con i fagi, ciascuna su una piastra diversa. Se la resistenza ai virus fosse causata da un'attivazione spontanea nei batteri in seguito al contatto con i fagi, vale a dire, se la resistenza non fosse causata da componenti genetiche ed ereditabili, ogni piastra avrebbe dovuto contenere all'incirca lo stesso numero di colonie resistenti. Se invece il virus selezionava batteri già resistenti, la distribuzione degli individui sopravvissuti all'infezione sarebbe dovuto risultare diseguale, con valori "fluttuanti" da una coltura all'altra.
I risultati confermarono la seconda ipotesi. Luria e Delbrück proposero che questo risultato potesse essere spiegato con la presenza di un tasso costante di mutazioni casuali in ogni generazione di batteri che si riproducono nei tubi di coltura iniziale. Basato su queste assunzioni, Delbrück elaborò una teoria matematica che fornisse un metodo per calcolare il tasso di mutazione in base al numero dei mutanti osservati.
L'intuizione che la selezione naturale abbia effetto sui batteri avrà in seguito profonde conseguenze, ad esempio, nella comprensione dello sviluppo di resistenze agli antibiotici nei batteri.
Questo esperimento diede l'avvio alla genetica dei batteri che si dimostrò cruciale per lo sviluppo della biologia molecolare.
I risultati di questo esperimento furono pubblicati sulla rivista Genetics nel 1943.

### Restrizione e Modificazione
Luria sapeva che quando i fagi attaccano le cellule batteriche, il DNA virale, introdotto nella cellula, produce enzimi che distruggono il DNA ospite che viene riutilizzato per produrre DNA virale. Egli notò che una classe particolare di batteri mutanti Escherichia coli, quando venivano attaccati da un determinato fago, restavano uccisi, ma inibivano la crescita del fago modificato.
Un giorno non avendo a disposizione colture di Escherichia Coli, utilizzò un campione di batteri completamente diversi, chiamati Shigella, il bacillo della dissenteria,  al quale aggiunse il fago dal mutante di E.coli. Il giorno dopo il batterio aveva fabbricato nuovi fagi. Luria si rese conto che il fago cresciuto nella coltura di E. coli era stato modificato e non poteva replicarsi in quella specie, ma in una specie diversa, ad esempio, Shigella. Successivamente, alcuni ricercatori scoprirono che ogni ceppo di batteri produce enzimi che riconoscono specifiche sequenze di nucleotidi e tagliano il DNA in tali siti. Il DNA dei fagi di E.coli erano stati modificati in questo modo dai batteri mutanti di E.coli.
Alla luce delle conoscenze attuali, oggi sappiamo che nei procarioti non è presente un meccanismo di difesa immunitario contro i virus come per gli animali ma è osservabile un altro tipo di resistenza piuttosto specifico, basato, come ipotizzò molti anni fa Luria, sulla distruzione del DNA virale a doppio filamento una volta che esso viene iniettato nel batterio. La distruzione avviene grazie ad endonucleasi di restrizione, enzimi dell'ospite che tagliano l'acido nucleico in diversi punti impedendone la replicazione. Questo fenomeno prende il nome appunto di restrizione e fa parte di un meccanismo generale di difesa delle cellule procariotiche contro l'invasione da parte di DNA esogeno. Affinché questo meccanismo sia efficiente è necessario però che l'ospite protegga il proprio DNA attraverso una "modificazione" dei siti a livello dei quali agiscono gli enzimi di restrizione. Questi enzimi sono specifici per DNA a doppio filamento e pertanto inefficaci nei confronti di virus a RNA o a DNA a singolo filamento. Alcuni virus inoltre possono superare questi meccanismi di difesa modificando il proprio genoma e rendendolo resistente dall'attacco enzimatico.
I meccanismi di modificazione finora identificati sono la glucosilazione e la metilazione.
Oggi i suddetti enzimi di restrizione associati ad una classe di molecole note come ligasi, costituiscono il primo vero kit delle tecnologie del DNA ricombinante.

### Altri lavori
Nel 1959, divenne docente di microbiologia al Massachusetts Institute of Technology. Lì focalizzò la sua ricerca principalmente sulla membrana cellulare e su particolari proteine chiamate "colicine" o batteriocini. Le colicine appartengono ad una classe di proteine prodotte da certi batteri che uccidono altri batteri di tipo simile.
Durante un anno sabbatico nel 1963, mentre studiava all'Istituto Pasteur di Parigi, notò che i batteriocini compromettono la funzione di trasporto delle proteine della membrana cellulare. Tornato al MIT, il suo staff scoprì che i batteriocini agiscono formando canali nella membrana cellulare permettendo agli ioni di passarvi attraverso e distruggere il gradiente elettrochimico della cellula. Nel 1972, divenne professore del Centro per la Ricerca sul Cancro al MIT. Il dipartimento che organizzò includeva i futuri premi Nobel David Baltimore, Susumu Tonegawa, Phillip Allen Sharp e H. Robert Horvitz.

## L'impegno politico
Da giovane, Luria fu testimone dell'ascesa politica del fascismo in Italia e molti suoi colleghi e conoscenti aderirono al movimento antifascista italiano. Tuttavia egli, ancora sprovvisto di un qualsiasi riferimento politico ed estraneo alla filosofia marxista non si lasciò coinvolgere.
Il suo primo interesse politico risale al periodo in Francia che, alla fine degli anni '30, offriva numerose occasioni di educazione politica. 
Quando lascia la Francia, Luria dichiara di essere "impegnato esistenzialmente verso un orientamento socialista", senza però, alcuna adesione formale al partito.
Al suo arrivo negli Stati Uniti, mise in secondo piano il suo nuovo senso di impegno politico, completamente impegnato nell'apprendimento della lingua e nella sua promettente carriera scientifica. Tuttavia, non appena si inserì nella vita accademica presso l'Indiana University, si trovò ancora una volta attratto da questioni politiche. 
Nell'estate trascorsa a Cold Spring Harbor, Luria e sua moglie Zella condussero la campagna elettorale di un candidato democratico al Congresso, che ottenne alle elezioni del 1946 il 37 per cento dei voti: un record per il partito democratico in quel distretto.
Tornato all'Indiana University fu coinvolto nella campagna del Partito progressista durante le elezioni 1948. Ha inoltre aderito al sindacato dei docenti universitari (UTU), un gruppo di poche persone che lavoravano in collaborazione con la Federazione locale del lavoro e la Federazione statale dell'insegnamento. Nel 1950, quando Luria ne era il presidente,  la UTU sostenne la County and Municipal Workers Union per organizzare i lavoratori dell'università. Il suo attivismo politico fece irritare l'amministrazione universitaria e Luria che intanto aveva ricevuto un'offerta di lavoro si trasferì ad Urbana presso l'Università dell'Illinois.
Ad Urbana, Luria fu occupato su diversi fronti, in particolare sulla nuova questione nazionale riguardo ai test delle armi nucleari. Nel 1957 Linus Pauling preparò e diffuse una dichiarazione per il governo degli Stati Uniti nel quale venivano esposti i rischi e i pericoli di un armamento nucleare. Luria fu tra i primi a firmare la dichiarazione di Pauling e in pochi mesi l'appello raccolse migliaia di firme in tutto il paese. La loro campagna anti-testing ottenne così il risultato atteso.
Nel 1959 si trasferì a Boston dove due anni dopo partecipò alla protesta contro l'iniziativa del governo che promuoveva rifugi antiatomici.
Dal 1965 fu impegnato attivamente in una campagna contro la guerra in Vietnam insieme ad un'organizzazione chiamata Boston Area Faculty Group on Public Issues (BAFGOPI). Questa organizzazione, nata in ambiente accademico, ottenne una certa notorietà in grado di attivare la raccolta di migliaia di firme in pochi giorni nei campus di tutto il paese. L'ultimo annuncio che il BAFGOPI pubblicò non fu solo contro la guerra ma anche contro la ricandidatura del presidente Richard Nixon alle elezioni del 1972.
Nel corso del 1970 fu impegnato in un dibattito riguardo all'uso della tecnologia del DNA ricombinante a Cambridge. Ci si chiedeva in primo luogo se questa nuova tecnologia fosse potenzialmente pericolosa per le persone e per l'ambiente e chi avesse poi assunto il controllo della ricerca tra il governo e gli scienziati. Luria riteneva che i pericoli legati a questa nuova tecnologia fossero estremamente ridotti e propose come soluzione alla seconda questione di eleggere un gruppo rappresentativo di cittadini provenienti da tutti i ceti sociali e dar loro l'incarico di formulare le condizioni in cui effettuare la ricerca a Cambridge. Cercò quindi un compromesso tra le due ideologie estreme di completa messa al bando o di totale libertà di ricerca.
A causa del suo coinvolgimento in politica, gli fu negato l'accesso ai fondi dal National Institutes of Health per un breve periodo nel 1969.

## Libri
- Luria, Salvador E. "Ethical and Institutional Aspects of Recombinant DNA Technology." Chapter 6 in Recombinant DNA Research and the Human Prospect. Edited by Earl D. Hanson. Washington, DC: American Chemical Society, 1983.
- Luria, Salvador E. "The Reproduction of Viruses: A Comparative Survey." Chapter XI in The Viruses: Biochemical, Biological, and Biophysical Properties. Volume 1. General Virology. Edited by F. M. Burnet and Wendell M. Stanley. New York: Academic Press, 1959.

## Alcune pubblicazioni significative
- Wollman, Elie, F. Holweck, and Salvador E. Luria. Effect of Radiations on Bacteriophage C-16., Nature 145, no. 3685 (15 June 1940): 935-936.
- Luria, Salvador E. Recent Advances in Bacterial Genetics., Bacteriological Reviews 11, no. 1 (March 1947): 1-40.
- Oakberg, Eugene F., and Salvador E. Luria. Mutations to Sulfonamide Resistance in Staphylococcus aureus, Genetics 32 (May 1947): 249-261.
- Uchida, Takahiro, Philip W. Robbins, and Salvador Luria. Analysis of the Serologic Determinant Groups of the Salmonella E-Group O-Antigens. Biochemistry 2, no. 4 (July-August 1963): 663-668.
- Luria, Salvador E. What the Cell Knows and What It Can Learn, Technology Review 69, no. 2 (December 1966): 13-15.
- Luria, Salvador E. Phage, Colicins, and Macroregulatory Phenomena. Science 168, no. 3936 (5 June 1970): 1166-1170.
- Luria, Salvador E. On Viewing American Indian Art Exhibit, Boston Globe, 28 February 1972.
- Luria, Salvador E. What Can Biologists Solve?, The New York Review of Books, 7 February 1974: 27-28.
- Luria, Salvador E. Colicins and the Energetics of Cell Membranes, Scientific American 233, no. 6 (December 1975): 30-37.
- Luria, Salvador E. Reflections on Democracy, Science, and Cancer, Bulletin—American Academy of Arts and Sciences XXX, no. 5 (February 1977): 20-32.

## Riconoscimenti
Luria vinse il Premio Nobel per la medicina e la fisiologia, insieme con Max Delbrück e Alfred Hershey, per le fondamentali ricerche sulla moltiplicazione e mutabilità dei virus.
Oltre al premio Nobel, Luria ricevette diversi altri premi e riconoscimenti. Fu nominato membro della National Academy of Sciences nel 1960. Dal 1968 al 1969 fu presidente della American Society for Microbiology. Sempre nel 1969 fu premiato con il Louisa Gross Horwitz Prize dalla Columbia University insieme a Max Delbrück. Nel 1974 vinse il National Book Award per il suo libro Life: the Unfinished Experiment. Vinse anche la National Medal of Science nel 1991.

## Curiosità
- Un giorno, mentre stava lavorando con una cultura di batteri Shigella (il bacillo della dissenteria), sulla possibilità di formare ibridi virulenti con altri batteri, ingerì per sbaglio uno spruzzo proveniente dalla coltura di batteri. Egli stesso ricorda così l'episodio: "Due giorni dopo ero a Chicago, per tenere una conferenza presso la Società per il cancro dell'Illinois; lì il batterio, con il tipico ritardo della dissenteria, sferrò il suo attacco. Del viaggio di ritorno rammento solo la toilette del DC-3 delle Ozark Airlines".
- Nelle prime settimane di permanenza negli USA, Luria ottenne la residenza permanente negli USA e decise di modificare il suo nome da "Salvatore" in "Salvador Edward". Nel 1947 ebbe la cittadinanza USA, dopo il matrimonio con Zella Hurwitz.

### Persone
- Max Delbrück
- Alfred Hershey
- James Dewey Watson
- Renato Dulbecco
- Linus Pauling

### Teorie e concetti
- Virologia
- Biologia molecolare
- Microbiologia
- Batteriologia
- Ingegneria genetica
- DNA ricombinante

### Storia e movimenti
- Fascismo
- Antifascismo
- Socialismo
- Guerra in Vietnam
- Storia degli ebrei in Italia
- Leggi razziali fasciste
- Olocausto in Italia